# Tổng cục Tình báo, Bộ Công an (Việt Nam)
Tổng cục Tình báo hay còn được gọi là Tổng cục 5 là một cơ quan tình báo an ninh, kinh tế thuộc Bộ Công an Việt Nam, hiện nay không còn hoạt động.

## Tổ chức
- Cục Tham mưu
- Cục Chính trị - Hậu cần (B41)
- Cục B32
- Cục B51
- Cục B56
- Cục B58
- Học viện Tình báo (B43)
- Cục B42

## Tặng thưởng
- 2 Huân chương Sao vàng
- 2 Huân chương Hồ Chí Minh
- Danh hiệu Anh hùng lực lượng vũ trang nhân dân[2]
- Huân chương Chiến công Hạng nhất[3]
- Huân chương Độc lập Hạng nhất[4]

## Tổng cục trưởng qua các thời kỳ
- Tháng 10/1988 - tháng 6/1989: Lê Minh Hương, Đại tá, Quyền Tổng cục trưởng.
- Tháng 1/1990 - tháng 2/1991: Lê Minh Hương, Thiếu tướng, sau là Bộ trưởng Bộ Công an.
- ? - ?, Nguyễn Hồng Sỹ, Trung tướng[5]
- ?-?, Trần Quang Bình, Trung tướng (2005)[6]
- ? -2008, Bùi Văn Nam, Trung tướng, Thượng tướng, Thứ trưởng Bộ Công an[7][8]
- 2008 - tháng 12/2011, Trần Việt Tân, Trung tướng, Thượng tướng, Thứ trưởng Bộ Công an, sau bị khởi tố và cho ra khỏi ngành công an[9]
- Tháng 1/2012 - 2018, Đặng Xuân Loan, Trung tướng[10][11]

## Phó Tổng cục trưởng qua các thời kỳ
- Trần Minh Dũng, Trung tướng[12]
- 11.2000–5.2009, Nguyễn Xuân Xinh, Trung tướng[13]
- Trần Việt Tân, Trung tướng[14]
- 8.2010–08.2018, Lê Thanh Bình, Trung tướng, nguyên Phó Giám đốc Công an Thành phố Hồ Chí Minh[15]
- Trần Quý Thắng, Trung tướng
- –2015, Phạm Ngọc Quảng,[16] Trung tướng,
- Trần Quốc Cường, Thiếu tướng
- Phan Hữu Tuấn, Trung tướng, bị khởi tố và bắt tạm giam ngày 17/4/2018
- Trần Như Hùng, Thiếu tướng
- Nguyễn Văn Huyên, Thiếu tướng
- Nguyễn Như Hải, Thiếu tướng
- Phạm Minh Chính, Thiếu tướng